# Dealul Ciuperca
Deal la poalele căruia se întinde orașul Oradea, cunoscut ca "Dealul Oradiei".

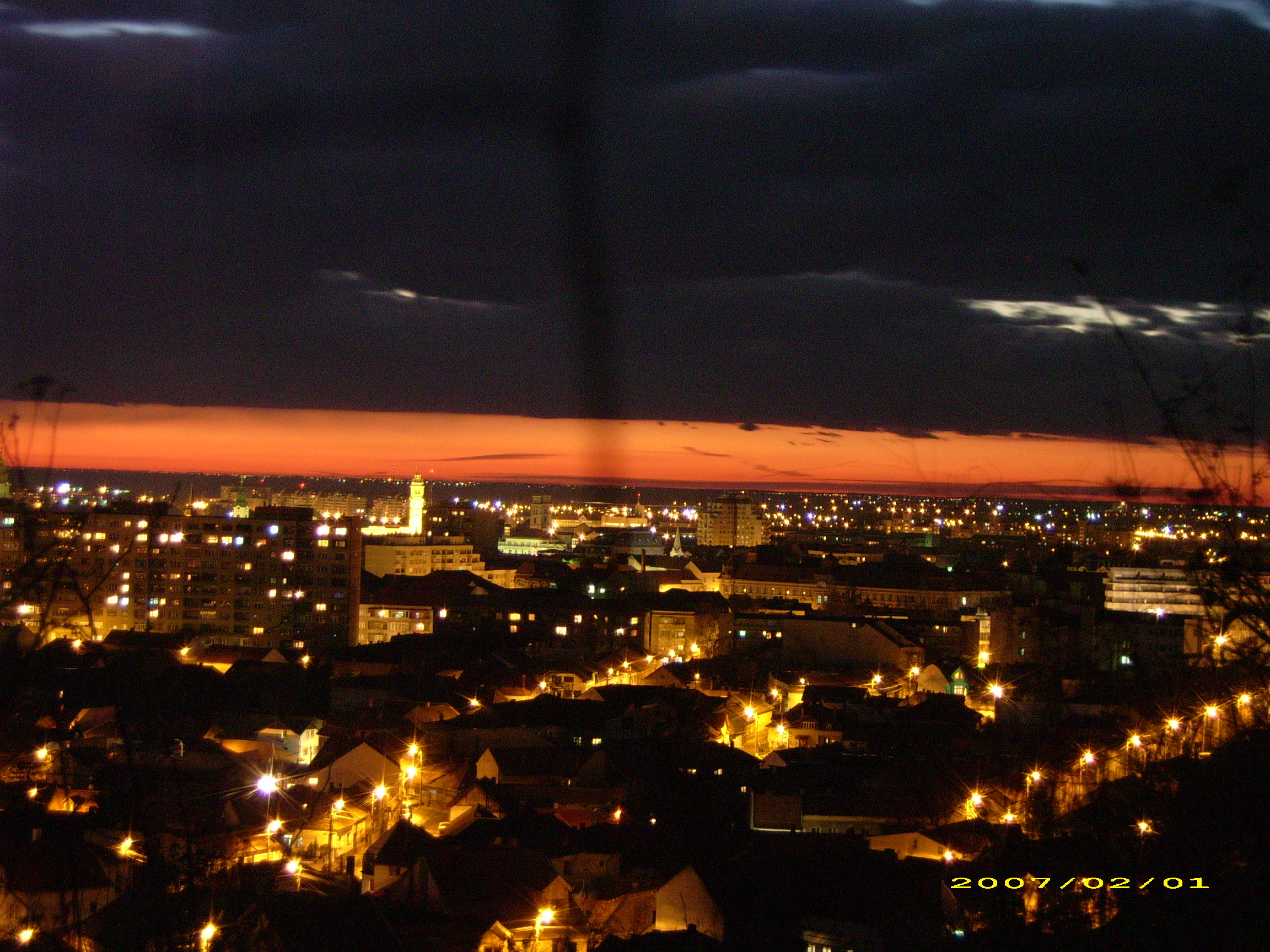